# 真仏
真仏（しんぶつ、承元3年2月10日（1209年3月17日）- 正嘉2年3月8日（1258年4月13日））は、鎌倉時代中期の浄土真宗の僧。専修寺二世、佛光寺二世。親鸞直弟「二十四輩」の第二番。真壁椎尾氏の庶子で、俗名は、椎尾弥三郎春時。

## 生涯
年齢は、数え年。日付は、文献との整合を保つ為、旧暦（宣明暦）表示（生歿年月日を除く）。
- 承元3年2月10日（1209年3月17日）、生れる。
- 元仁元年（1224年）ごろ、稲田草庵で親鸞に師事してその教を受ける。
- 嘉禄元年（1225年）、親鸞より剃髪を受ける。
- 安貞元年（1227年）、上洛し、師の命により興正寺（佛光寺）の寺主となる。
- 貞永元年（1232年）、興正寺を源海に譲って下野国高田如来堂（のちの専修寺）を継ぎ、諸国をめぐって浄土教を広める一方、東北では当地で広まっていた異義を正している。
- 正嘉元年（1257年）、一旦帰京し親鸞に拝謁したが、再び関東に下向している。親鸞の関東教化の拠点であった下野国高田の如来堂を中心に高田門徒が形成され、真仏はその中心的な存在であった。
- 正嘉2年3月8日（1258年4月13日）、示寂。